# كنيس صلاة الفاسيين
كنيس صلاة الفاسيين أو بيعة صلاة الفاسيين هو كنيس يهودي يوجد في حي الملاح، داخل القصبة المرينية، بمدينة فاس بالمغرب. بني في أواخر القرن 16 ويعتبر من المراكز الدينية التاريخية المهمة للمغاربة اليهود.

## تاريخ
في 1791 قام السلطان اليزيد بطرد اليهود من ملاح فاس لإسكانهم في أكواخ جوار الموقع الحالي لقصبة الشراردة. تم استخدام صلاة الفاسيين كسجن لليهود الذين رفضوا الترحيل ثم بني مسجد داخل الملاح، الذي استخدم كحي عسكري بعد إخلائه من اليهود. سيتوفى اليزيد في 1792 ليخلفه السلطان مولاي سليمان الذي سيأمر بهدم المسجد باعتباره «بني على الظلم» وإعادة اليهود إلى ملاحهم.
استمر الفاسيون اليهود في ممارسة شعائرهم الدينية في البيعة، على الطريقة الفاسية، إلى غاية سنة 1972 حيث أغلق الكنيس بعد سنوات من الانخفاض المتسارع لأعداد اليهود في المدينة منذ منتصف القرن العشرين.
تعرض الكنيس بعد ذلك للإهمال والسطو على محتوياته بل تم استغلاله في أنشطة أخرى بحيث استخدم لفترة كورشة لخياطة الزرابي ثم كنادي للملاكمة.
في فبراير 2010، وبمبادرة من سيمون ليفي الذي كان آنذاك كاتبا عاما لمؤسسة التراث الثقافي اليهودي المغربي ومديرا للمتحف اليهودي المغربي، أطلقت مبادرة لإنقاذ الكنيس وإحيائه من جديد. تم تمويل أشغال إعادة بنائه وترميمه من طرف الطائفة اليهودية بفاس، دولة ألمانيا ومؤسسة جاك توليدانو.
افتتح الكنيس من جديد في 13 فبراير 2013 في حفل افتتاح ذي طابع رمزي بحضور شخصيات مغربية مسلمة ويهودية وبإشراف من رئيس الحكومة المغربية آنذاك عبد الإله بنكيران.